# روزالا من إيطاليا
روزالا الإيطالية (أو المعروفة بـ روزالا اللومباردية أو روزالا الإيفرية أو سوازنا الإيفرية؛ حوالي 950-960 - 1003)؛ كانت كونتيسة فلاندرز بزواجها من أرنولف الثاني، ثم أصبحت وصية على ابنها بالدوين الرابع، ثم تزوجت من روبرت الحكيم وأصبحت ملكة فرنسا المناصفة القرينة بحيث حكم زوجها بجوار والده أوغو كابيه.